# سپیر-الکنژ
شهر سپیر-الکنژ (به فرانسوی: Spiere-Helkijn) در شهرستان کورتریک در استان فلاندری غربی در منطقه فلاندری در کشور بلژیک واقع شده‌است.